# Vaucourt
Vaucourt ist eine französische Gemeinde mit 62 Einwohnern (Stand 1. Januar 2022) im Département Meurthe-et-Moselle in der Region Grand Est (vor 2016 Lothringen). Sie gehört zum Arrondissement Lunéville und zum Kanton Baccarat. Die Bewohner nennen sich Vaucourtois(es).
Die Gemeinde Vaucourt liegt an der Grenze zum Département Moselle, 22 Kilometer nordöstlich von Lunéville. Umgeben wird Vaucourt von den Nachbargemeinden Lagarde im Norden, Xousse im Südosten sowie Emberménil im Südwesten.

## Bevölkerungsentwicklung

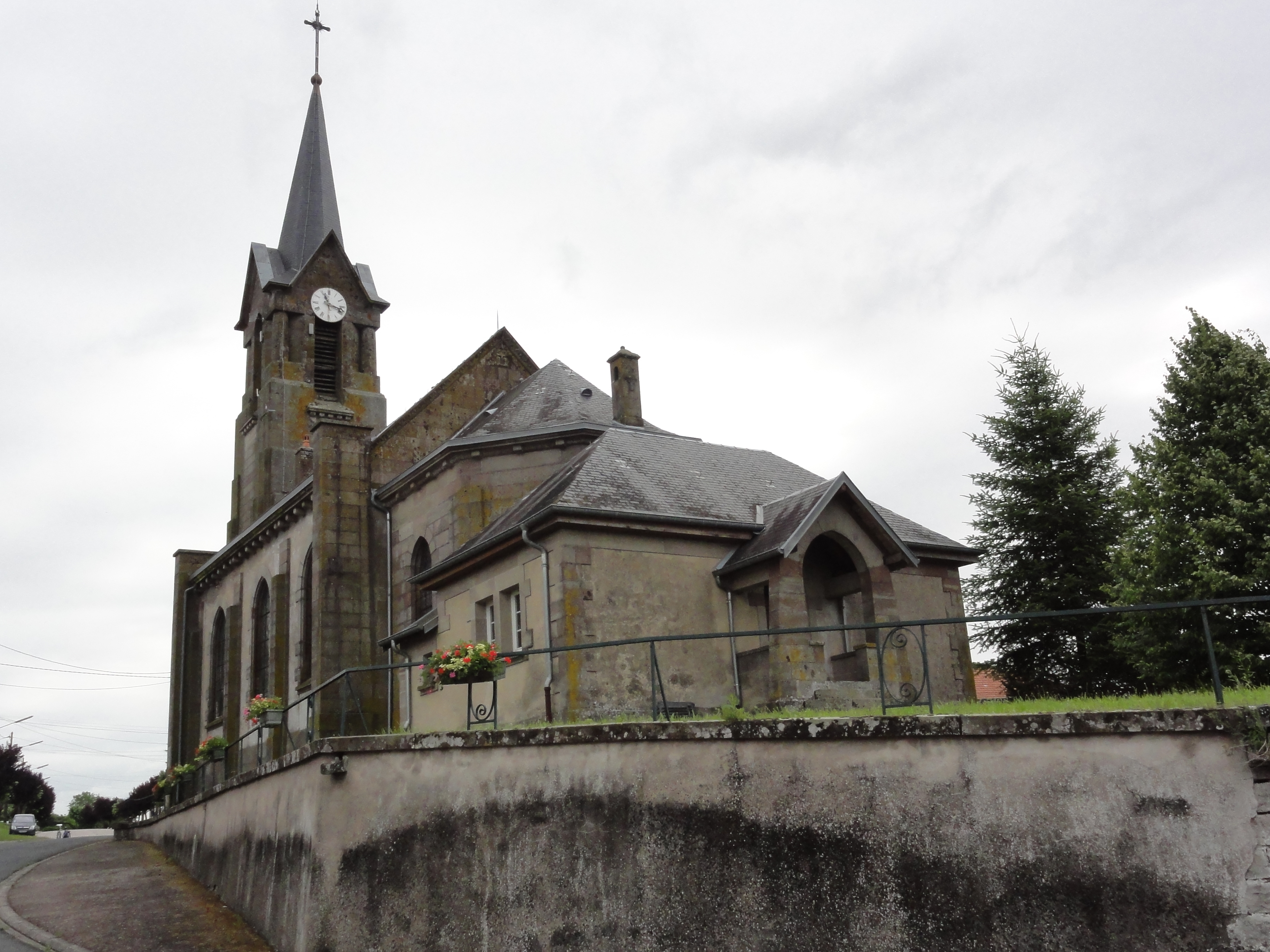
Kirche Saint-Étienne

| Jahr                       | 1962 | 1968 | 1975 | 1982 | 1990 | 1999 | 2006 | 2012 | 2019 |
| Einwohner                  | 106  | 100  | 95   | 78   | 81   | 63   | 70   | 71   | 60   |
| Quellen: Cassini und INSEE |      |      |      |      |      |      |      |      |      |